# Orpheus Gate
Orpheus Gate (in lingua bulgara: Орфеева порта, Orfeeva porta) o Orpheus Pass, è un valico montano antartico posto ad un'altitudine di 548 m e largo circa 380 m, nel settore orientale dell'Isola Livingston, che fa parte delle Isole Shetland Meridionali, in Antartide. 
Il passo è delimitato a sudest dal Pliska Ridge, a nordovest dal Burdick Ridge, a sudovest dal Ghiacciaio Huntress e a nordest dal Ghiacciaio Perunika. Fa parte del percorso che partendo dalla Penisola Hurd, attraverso la Willan Saddle, la fascia pedemontana meridionale del Burdick South Peak e l'Orpheus Gate conduce alla parte superiore del Ghiacciaio Perunika, il Wörner Gap e l'area del Campo Accademia, i versanti superiori del Ghiacciaio Huron, i Monti Tangra e il Bowles Ridge.
Il valico è stato attraversato per la prima volta durante la stagione estiva 1993/94 dal bulgaro Kuzman Tuhchiev, partito dalla Base San Clemente di Ocrida.
La denominazione di "Orpheus" era stata originariamente assegnata nel 1995 a un picco nelle vicinanze, ma a causa della precedente denominazione di Willan Nunatak assegnata dai britannici allo stesso picco, il toponimo "Orpheus" fu trasferito a questo valico.

## Localizzazione
Il valico è posizionato alle coordinate 62°36′54″S 60°07′40″W, 6,3 km a est di Sinemorets Hill dove si trova la Base San Clemente di Ocrida, 7,84 km a est-nordest della Base antartica spagnola Juan Carlos I, 1,77 km a est-nordest della Willan Saddle, 2,21 km a sudest della Rezen Saddle, 3,87 km a sudovest di Omurtag Pass, 6,82 km a ovest-sudovest di Pirdop Gate, 3,61 km a ovest del Campo Accademia, 5,29 km a ovest della Lozen Saddle e 5,48 km a nordovest della Catalunyan Saddle.
Mappatura dettagliata spagnola del 1991, rilevazione topografica bulgara nel corso della spedizione investigativa Tangra 2004/05 e mappatura nel 2005 e 2009.

## Mappe
- South Shetland Islands. Scale 1:200000 topographic map. DOS 610 Sheet W 62 60. Tolworth, UK, 1968.
- Islas Livingston y Decepción.  Mapa topográfico a escala 1:100000.  Madrid: Servicio Geográfico del Ejército, 1991.
- S. Soccol, D. Gildea and J. Bath. Livingston Island, Antarctica. Scale 1:100000 satellite map. The Omega Foundation, USA, 2004.
- L.L. Ivanov et al., Antarctica: Livingston Island and Greenwich Island, South Shetland Islands (from English Strait to Morton Strait, with illustrations and ice-cover distribution), 1:100000 scale topographic map, Antarctic Place-names Commission of Bulgaria, Sofia, 2005
- L.L. Ivanov. Antarctica: Livingston Island and Greenwich, Robert, Snow and Smith Islands. Scale 1:120000 topographic map. Troyan: Manfred Wörner Foundation, 2010. ISBN 978-954-92032-9-5 (First edition 2009. ISBN 978-954-92032-6-4)
- Antarctic Digital Database (ADD). Scale 1:250000 topographic map of Antarctica. Scientific Committee on Antarctic Research (SCAR). Since 1993, regularly upgraded and updated.
- L.L. Ivanov. Antarctica: Livingston Island and Smith Island. Scale 1:100000 topographic map. Manfred Wörner Foundation, 2017. ISBN 978-619-90008-3-0